# Budníček pruhohlavý
Budníček pruhohlavý (Phylloscopus inornatus) je malým druhem pěvce z čeledi budníčkovitých (Phylloscopidae).

## Popis
Od podobných, u nás hnízdících druhů budníčků se liší výraznými žlutavými křídelními páskami, žlutavými lemy ramenních letek a výrazným nadočním proužkem.

## Rozšíření
Do Evropy se zatoulává ze sibiřské tajgy, nejčastěji na podzim. Do roku 2014 bylo na českém území zaznamenáno celkem 20 pozorování nebo odchytů.

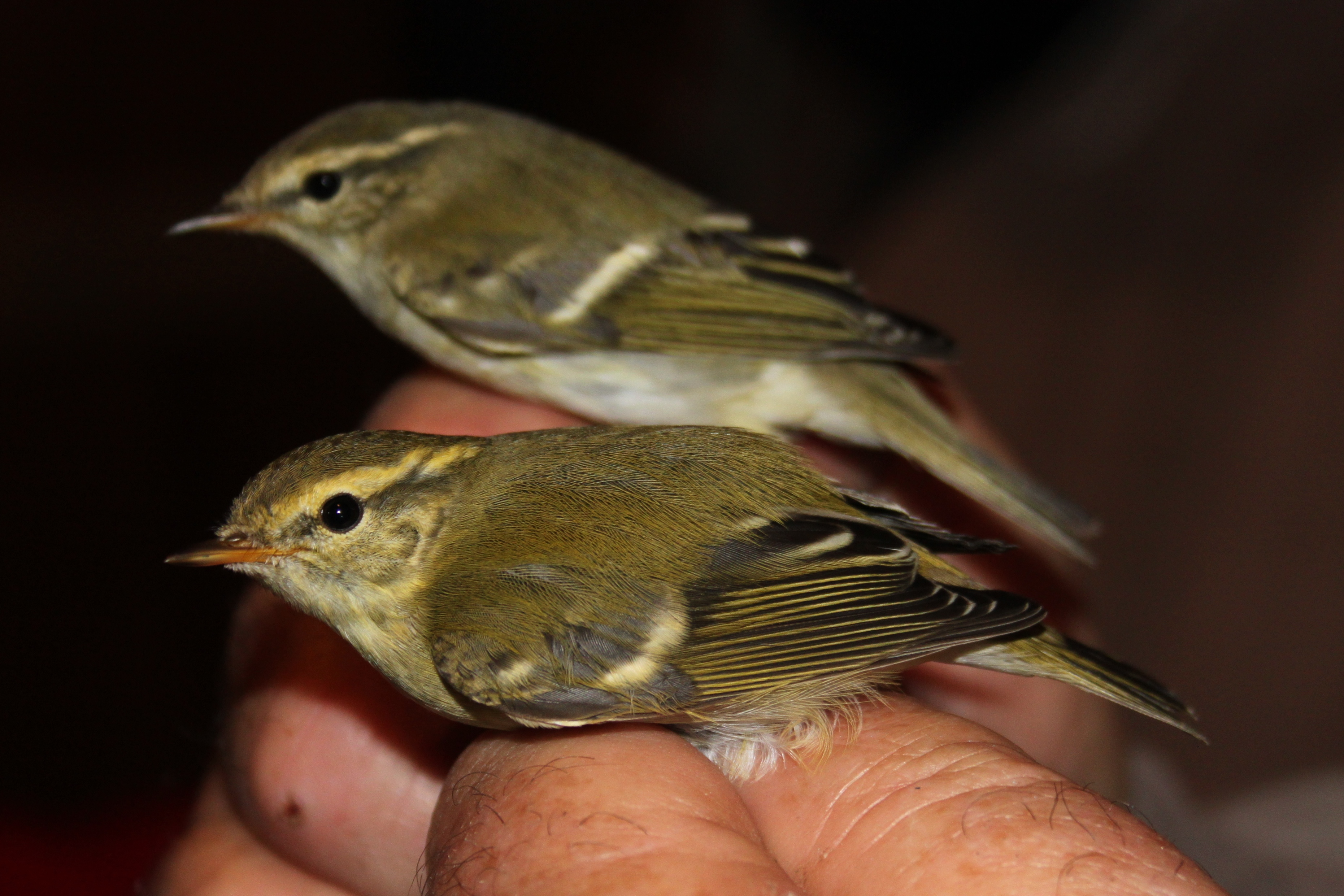
Dva budníčci pruhohlaví, kroužkovaní v noci na 6. října 2013 na Červenohorském sedle